# Villars-Bramard
Villars-Bramard es una localidad y antigua comuna suiza del cantón de Vaud, situada en el distrito de Broye-Vully. 

## Historia
La comuna hizo parte hasta el 31 de diciembre de 2007 del distrito de Payerne, círculo de Granges-près-Marnand. Desde el 1 de julio de 2011 entró en vigor la fusión de la comuna de Villars-Bramard con las comunas de Cerniaz, Combremont-le-Grand, Combremont-le-Petit, Granges-près-Marnand, Marnand, Seigneux y Sassel en la nueva comuna de Valbroye.

## Geografía
Villars-Bramard se encuentra situada en la meseta suiza, en la región del valle del río Broye. La antigua comuna limitaba al norte con la comuna de Cerniaz, al noreste con Villarzel, al sureste y sur con Romont (FR), al suroeste con Dompierre, y al oeste con Seigneux.